# Real Time Messaging Protocol
Real Time Messaging Protocol (RTMP) – zastrzeżony protokół stworzony przez Adobe Systems dla streamingu audio, wideo i danych, pomiędzy playerem Flash a serwerem.